# Iossif Wladimirowitsch Ostrowski
Iossif Wladimirowitsch Ostrowski, russisch Иосиф Владимирович Островский,  englische Transkription Iosif Vladimirovich Ostrovskii (* 6. April 1934 in Dnipropetrowsk; † 29. November 2020 in Ankara), war ein ukrainischer Mathematiker, der sich mit Funktionentheorie und mathematischer Wahrscheinlichkeitstheorie befasste.

## Leben
Ostrowski studierte an der Universität Charkiw, an der Boris Jakowlewitsch Lewin zu seinen Lehrern gehörte. 1956 erwarb er seinen Abschluss und 1959 wurde er promoviert (Die Beziehung zwischen dem Wachstum einer meromorphen Funktion und der Verteilung ihrer Werte). Ab 1958 lehrte er selbst an der Universität und hatte ab 1963 den Lehrstuhl für Funktionentheorie inne. 1965 habilitierte er sich (russischer Doktortitel, Titel der Habilitation: Die asymptotischen Eigenschaften ganzer und meromorpher Funktionen und einige ihrer Anwendungen). 1986 wurde er zusätzlich Leiter der Abteilung Funktionentheorie im Institut für Physik tiefer Temperaturen der Ukrainischen Akademie der Wissenschaften in Charkiw. Von 1996 bis 2010 war er Professor an der Bilkent-Universität. Er war korrespondierendes Mitglied der Ukrainischen Akademie der Wissenschaften.
Er schrieb mit Anatoli Asirowitsch Goldberg ein Standardwerk über Nevanlinna-Theorie. Er arbeitete mit Goldberg seit Ende der 1950er Jahre auf diesem Gebiet zusammen.
1992 erhielt er mit A. A. Goldberg und Boris Jakowlewitsch Lewin den Staatspreis der Ukraine.
Er war ein passionierter Segler.

## Schriften
- mit A. A. Goldberg: Distribution of values of meromorphic functions. American Mathematical Society, 2008 (zuerst Moskau, Nauka 1970)
- mit Juri Wladimirowitsch Linnik: Decomposition of random variables and Vectors, American Mathematical Society 1977 (russisches Original 1972)
- mit M. B. Balk, A. A. Goldberg, B. Ya. Levin: Complex Analysis I: Entire and Meromorphic Functions, Polyanalytic Functions and their Generalizations, Herausgeber A. A. Gonchar, Viktor P. Havin, N. K. Nikolski, Encyclopaedia of Mathematical Sciences, Springer Verlag 1997